# Mêda
Pour les articles homonymes, voir Meda.
Mêda est une municipalité portugaise, du district de Guarda et de la région Centre. Ses habitants sont appelés les Medenses.
La paroisse civile (freguesias, em portugais), Mêda, est également le chef-lieu de la municipalité, la troisième municipalité la moins peuplée du district (2004), derrière Fornos de Algodres et Manteigas.
Cependant, la municipalité perd des habitants depuis plusieurs années, et est passée de 7 389 habitants en 1991 à 5 642 habitants en 2009. Le taux de chômage est relativement élevé : l'agriculture ainsi que ses dérivées fournissent l'essentiel des emplois du secteur privé, qui était de 9,5 % en 2009.
On notera que dans l'ancienne division des provinces, la municipalité faisait partie de la région Beira Alta. Alors qu'elle fait aujourd'hui partie de la région Centre et de la sous-région Beira intérieure Nord.
Cette région possède un riche patrimoine historique et archéologique : des châteaux médiévaux, avec les châteaux de Longroiva et celui de Marialva, différentes églises, comme l'Igreja de São Pedro (Église de Saint-Pierre en Français), ou encore le site archéologique romain de Civitas Aravorum à Coriscada.
La municipalité de Mêda est divisée en 16 freguesias : Carvalhal, Aveloso, Barreira, Casteição, Coriscada, Fonte Longa, Longroiva, Marialva, Mêda (chêf-lieu), Outeiro de Gatos, Pai Penela, Poço do Canto, Prova, Rabaçal, Ranhados et Vale Flor.

## Géographie

### Localisation
La municipalité est située dans la région Centre et au nord-ouest du district de Guarda, elle se caractérise par sa localisation dans une zone de transition entre les régions naturelles du Vignoble de la vallée du Haut Douro et du Planalto Beirão.
Elle se situe assez proche de la frontière luso-espagnole, qui se trouve à 70 kilomètres par la route. La commune occupe un territoire irrégulier approximativement rectangulaire d'une superficie de 285,91 km2. Un affluent du Rio Torto alimente la Ribeira de Teja, située à proximité de la localité de Cancelos de Baixo et ainsi traverse les terres de Mêda.

### Municipalités limitrophes
Mêda, municipalité au territoire relativement vaste, est entourée par Vila Nova de Foz Côa au nord, nord-est et est et séparée en partie au nord par la route nationale 222, Penedono au nord-ouest et à l'ouest, Trancoso au sud-ouest et au sud, et Pinhel à l'est et au sud-est.
La municipalité est bordée au nord-ouest et à l'ouest par le district voisin, le district de Viseu, avec la commune de Penedono. Et du nord au sud-ouest la commune est bordée par le district de Guarda.

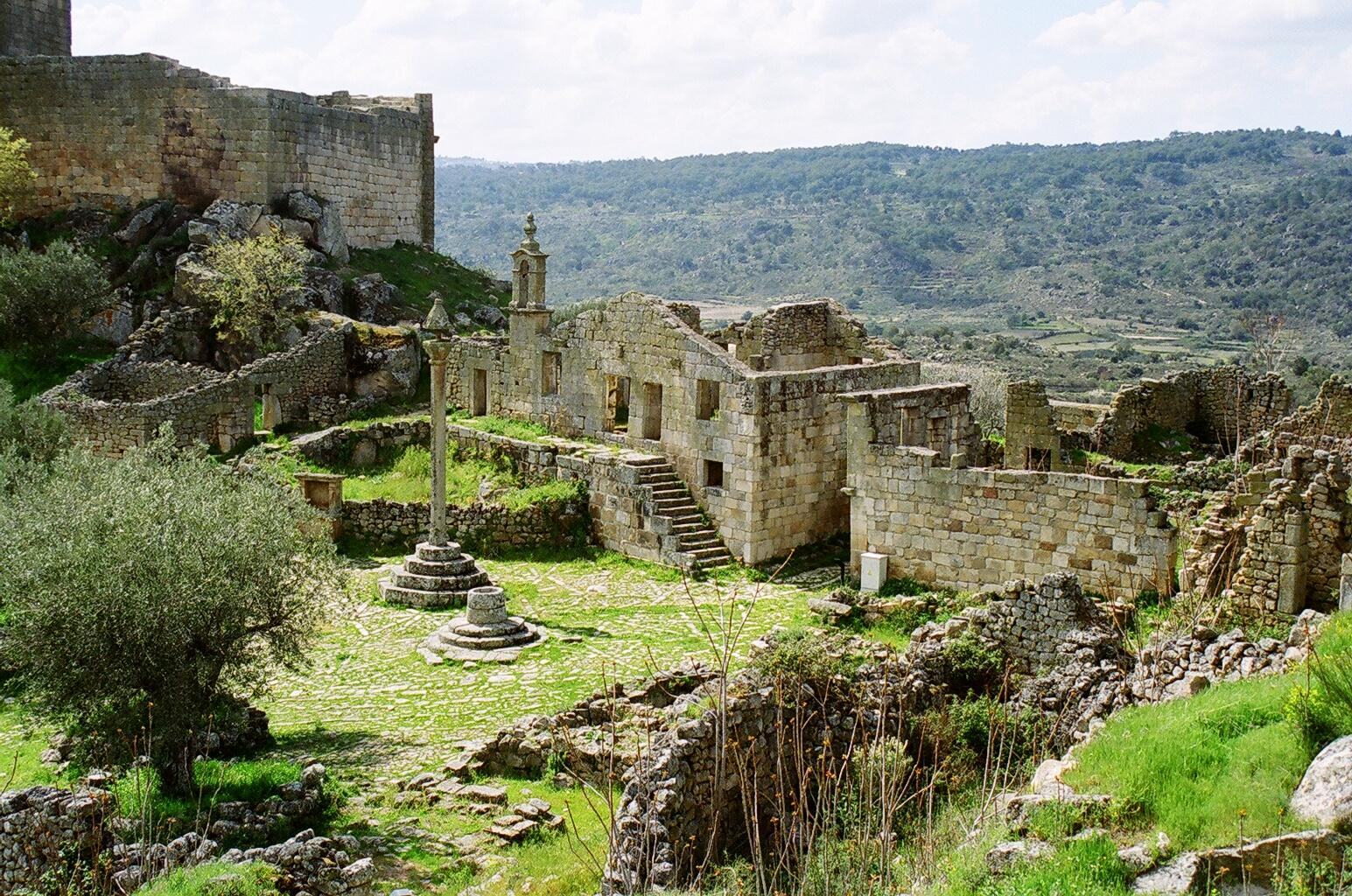
Vestiges de Marialva
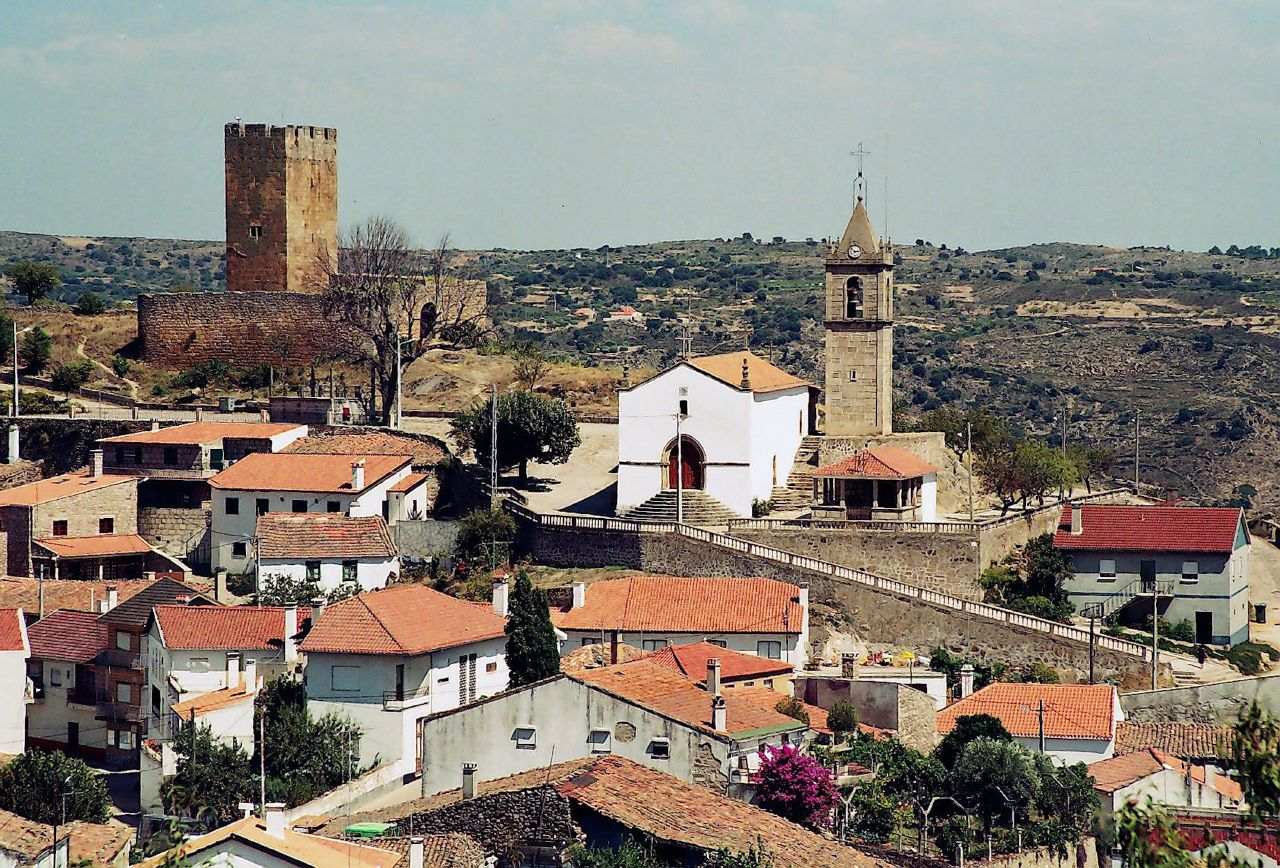
Vue sur le centre ville de Longroiva
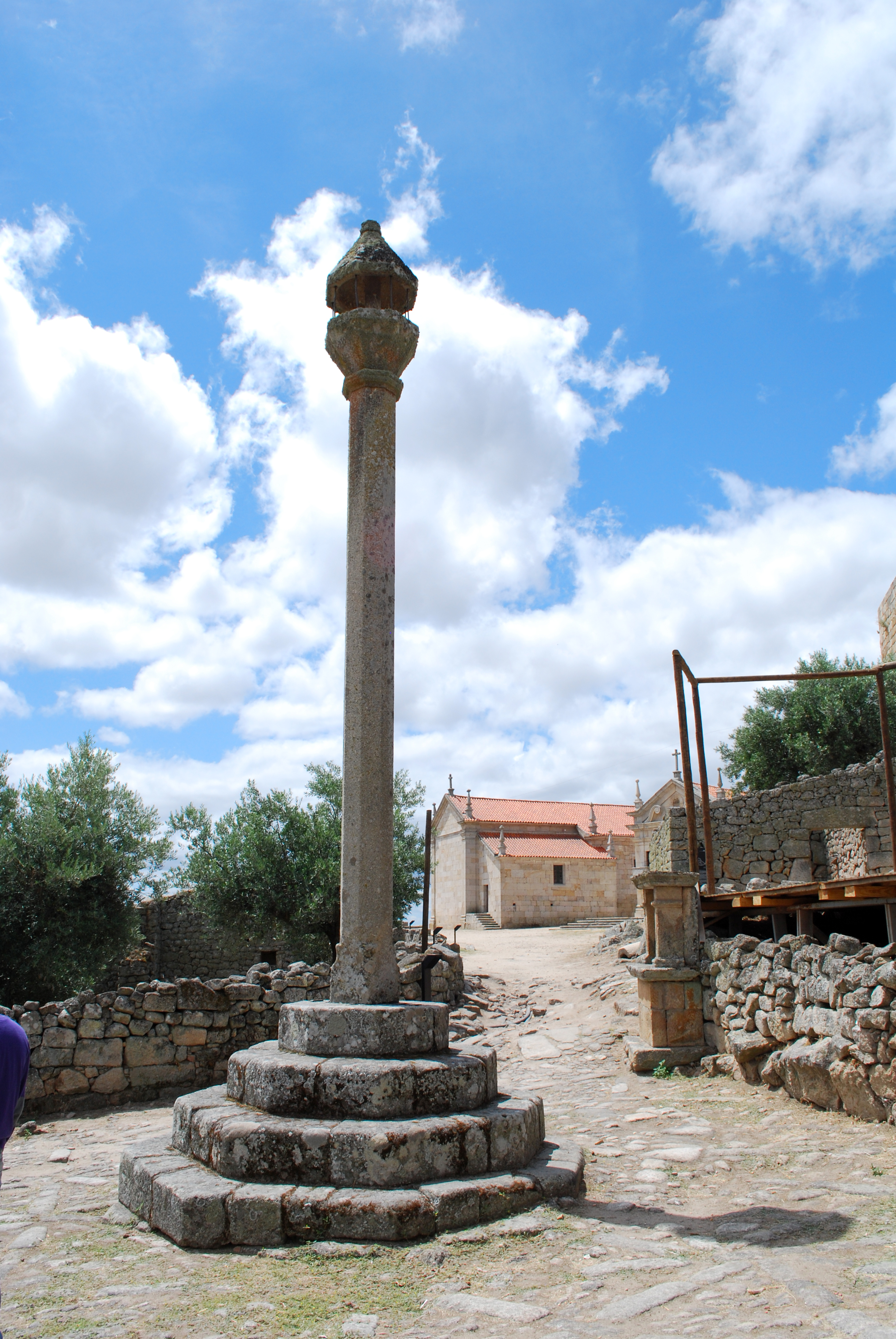
Le Pilori de Marialva

## Population et société

### Démographie
| 1801 | 1849  | 1900   | 1930   | 1960   | 1981  | 1991  | 1992  | 1993  |
| ---- | ----- | ------ | ------ | ------ | ----- | ----- | ----- | ----- |
| 753  | 5 235 | 12 011 | 11 851 | 12 378 | 8 964 | 7 395 | 7 282 | 7 113 |

| 1994  | 1995  | 1996  | 1997  | 1998  | 1999  | 2000  | 2001  | 2002  |
| ----- | ----- | ----- | ----- | ----- | ----- | ----- | ----- | ----- |
| 6 972 | 6 837 | 6 712 | 6 555 | 6 427 | 6 309 | 6 202 | 6 128 | 6 120 |

| 2003  | 2004  | 2005  | 2006  | 2007  | 2008  | 2009  | 2011  | - |
| ----- | ----- | ----- | ----- | ----- | ----- | ----- | ----- | - |
| 6 060 | 6 000 | 5 962 | 5 879 | 5 788 | 5 712 | 5 642 | 5 502 | - |

### Transports
La ville est traversée par les routes suivantes :
- EN 102
- EN 331
- EN 324

## Histoire

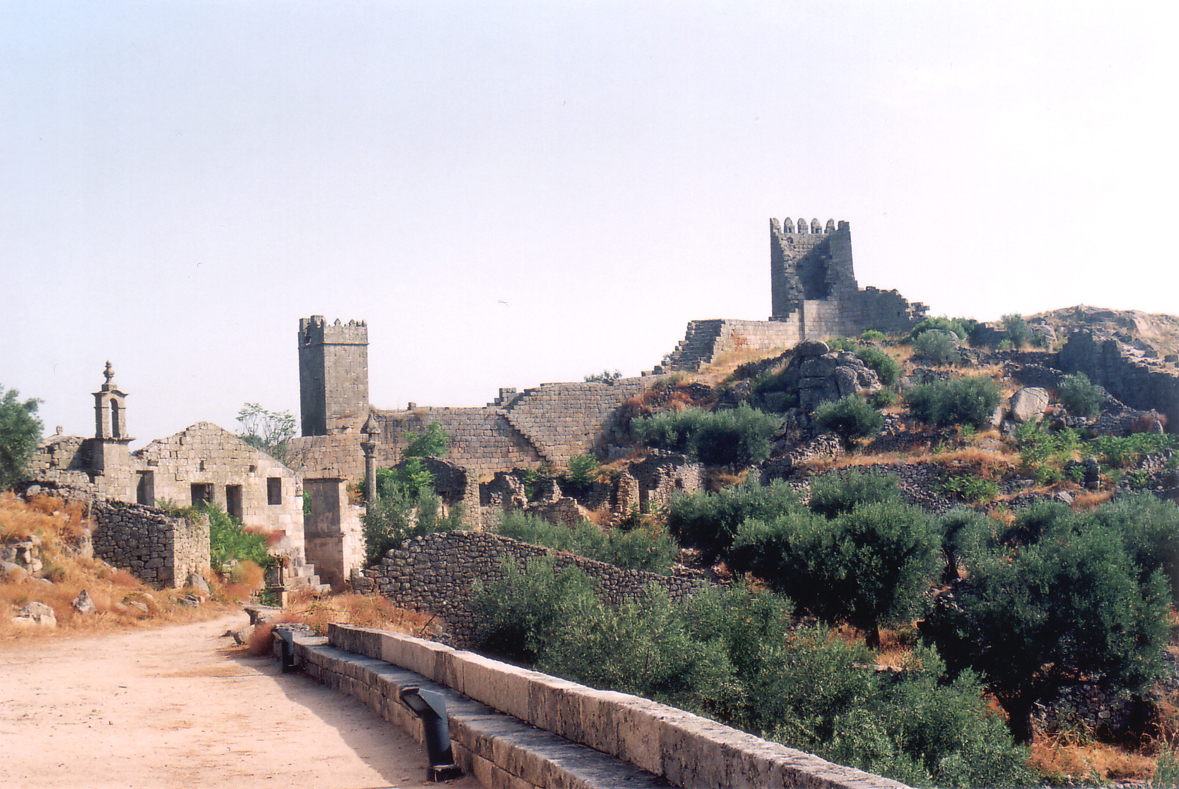
Le château de Marialva et l'ancienne ville.

De l'époque des Castros, il n'y reste peu de traces matérielles mais des peuples de cette époque ont vécu dans les environs de la municipalité, comme à Aravos (Marialva), Longobritas (Longroiva) et à Meidubrigenses (Mêda). Ce sont les Romains et leurs cultures qui ont marqué le plus la région et la municipalité car ce sont eux qui ont le plus exercé le phénomène d'acculturation.
La création de trottoirs, de ponts, de tombes, de monnaies, les villae, les vicus et les civitas qui témoignent de la romanisation et l'homologation de la liaison avec Rome. En 2007, une grande découverte fut faite dans la freguesia de Coriscada, 4 526 pièces de monnaie ont été découvertes sur le site archéologique du Vale do Mouro. Ce site comporte une maison romaine, où les fondations, une petite hauteur des murs, les mosaïques aux sols sont encore présents, des outils ont été trouvés ainsi que de la porcelaine.
Plusieurs peuples se sont succédé : les barbares, les suèves et les wisigoths. Les maures ont régné sur la région jusqu'en 1065, année où le roi Ferdinand Ier de León conquis la région et la cité de Civitas Aravorum, actuel Marialva. L'actuelle municipalité de Mêda s'est développée avec la reconquête chrétienne de la région.

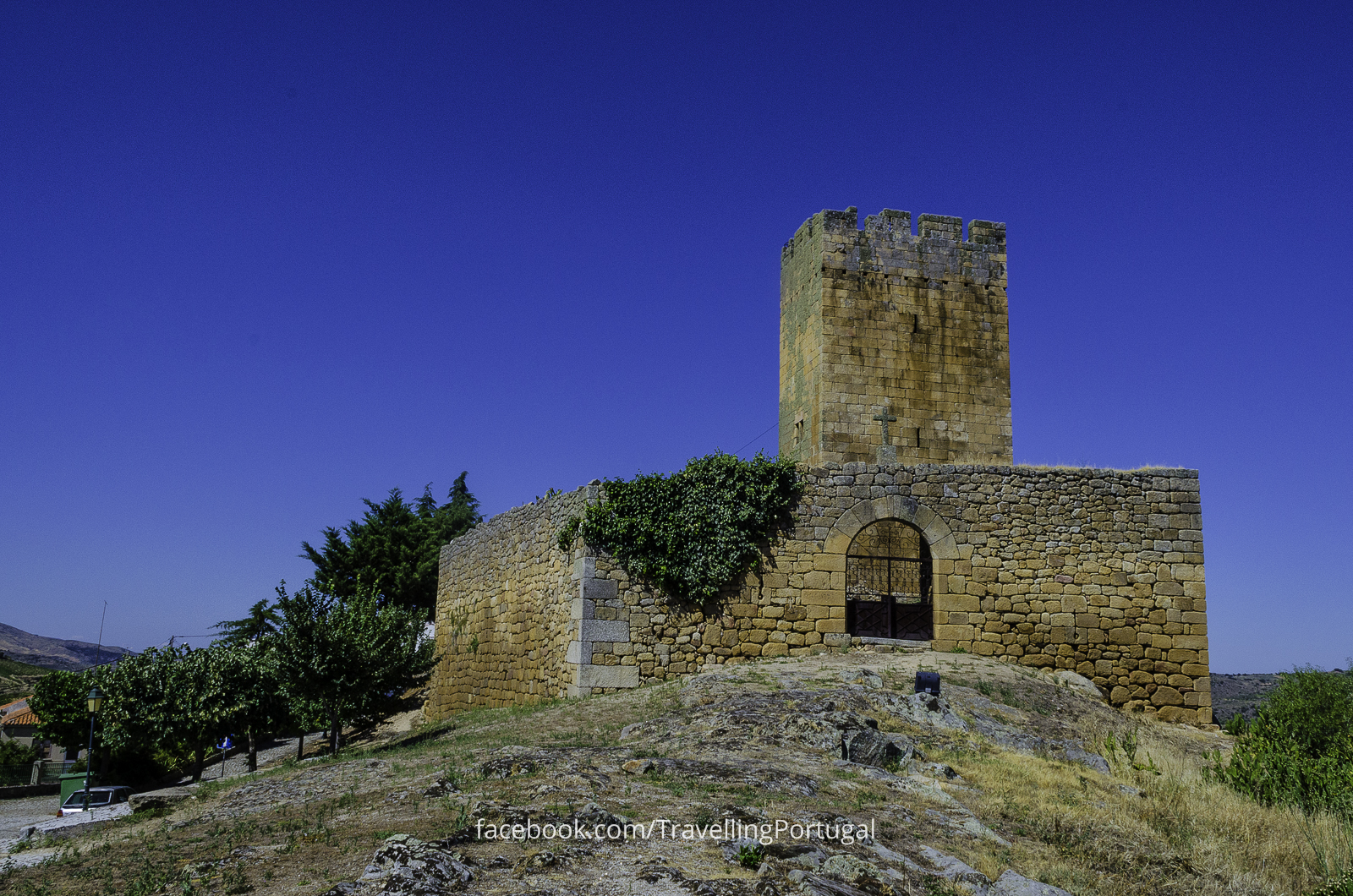
Le château de Longroiva.

À l'époque du Moyen Âge, Mêda, était un village de taille assez réduite et avec un peuplement assez faible, au contraire, les villes les plus proches, qui font partie de la municipalité actuellement, était plus grandes et plus habitées comme Marialva, Ranhados, Longroiva et la ville de Casteição.
Pendant la Reconquista, qui fut menée par le roi Ferdinand Ier, les châteaux de la municipalité ont été très utiles pour permettre l'expulsion des Maures. Les piloris et les chartes symbolisent l'autonomie qu'a reçue la municipalité et témoignent des modifications administratives faites en 1519. La charte – foral, en portugais – de la municipalité lui a été octroyée le 1er juin 1519 par le roi Manuel Ier. Mais avant celui de Mêda, Thérèse de León accorda une charte en 1224 pour Longroiva et Marialva a l'a reçu en 1157, Casteição en 1196 et Ranhados en 1286. Cela fait depuis plus de 150 ans que la municipalité possède cette configuration, qui fut refaite après la réforme du libéralisme.
La création de la municipalité a été faite donc avant le XVIe siècle. La municipalité était au début constituée d'une seule freguesia, celle de Mêda, mais après plusieurs décrets, plusieurs freguesias ont intégré la municipalité dont Barreira, Rabaçal, Marialva, Coriscada et Aveloso, qui possédèrent plus d'habitants que la ville chef-lieu. La freguesia de Mêda prend donc tout pouvoirs judiciaires, administratifs et fiscaux sur la municipalité, mais depuis les municipalités de Aveloso, Casteição, Longroiva et Ranhados ont été supprimées par le Décret du 6 novembre 1836, mais celle de Marialva fut supprimée en 1852. La freguesia de Prova, freguesia de Penedono depuis 1855, passe sous la municipalité de Mêda en 1872. La ville, et la municipalité, fut élevée à Cidade le 26 janvier 2005.

## Économie
(janvier 2009).
La ville de Meda a été l'un des principaux fournisseurs de céréales dans toute la région. Elle subit cependant une forte baisse de population dans les années 1960, à la suite du départ d'un grand nombre de ses habitants se rendant dans les pays d'Europe centrale pour travailler.
Elle dépend essentiellement de l'agriculture, qui reste majoritairement traditionnelle : la nature du sol et le type de propriété étant un frein à la modernisation et au remembrement (sauf dans quelques zones qui permettent de nouvelles méthodes et équipements).
Actuellement, l'activité économique dominante de la ville de Mêda est la viticulture. Les terres des villages de Longroiva, de Fonte Longa, de Poço do Canto, sont incluses dans la Région Délimitée du Douro, et profitent donc de la majorité des récoltes desdites vignes.

### Économie agricole
L'économie de la municipalité est fortement marquée par l'activité agricole. La production de vin, la récolte de raisins, d'amandes ou encore la récolte d'olives sont les principales activités.
En 2007, sur les 285,91 km2 de la municipalité, 1,19 km2 est utilisé pour la production de raisins destiné à la production de vin de table. La production de vin est de 36 843 hl en 1999, de 15 648 hl en 2007 et augmente pour une production de 17 616 hl en 2008.
La municipalité produit aussi une assez grande quantité d'olives, en 1991, 1 724 tonnes d'olives étaient produites et en 2008 la production augmente jusqu’à 1 963 tonnes.

## Politique et administration

### Subdivisions

Carte des paroisses de Mêda.

Depuis la loi no 11-A/2013 du 28 janvier 2013, portant réorganisation administrative du territoire des freguesias, la municipalité de Mêda groupe 11 paroisses (freguesia en portugais) contre 16 auparavant :
- Aveloso
- Barreira
- Coriscada
- Longroiva
- Marialva
- Mêda, Outeiro de Gatos e Fonte Longa (fusion de Mêda, Outeiro de Gatos et Fonte Longa)
- Poço do Canto
- Prova e Casteição (fusion de Prova et Casteição)
- Rabaçal
- Ranhados
- Vale Flor, Carvalhal e Pai Penela (Vale Flor, Carvalhal et Pai Penela)

## Tourisme et patrimoine
Le tourisme, dans les formes d'agrotourisme ou de tourisme dans espace agricole, commence à se développer, surtout par la proximité de Marialva, un des 10 villages historiques du Portugal.
Les centres historiques de Mêda, Longroiva, Ranhados, Casteição et Marialva, constituent une ressource patrimoniale prometteuse de la commune.

## Vie quotidienne à Mêda

### Sport

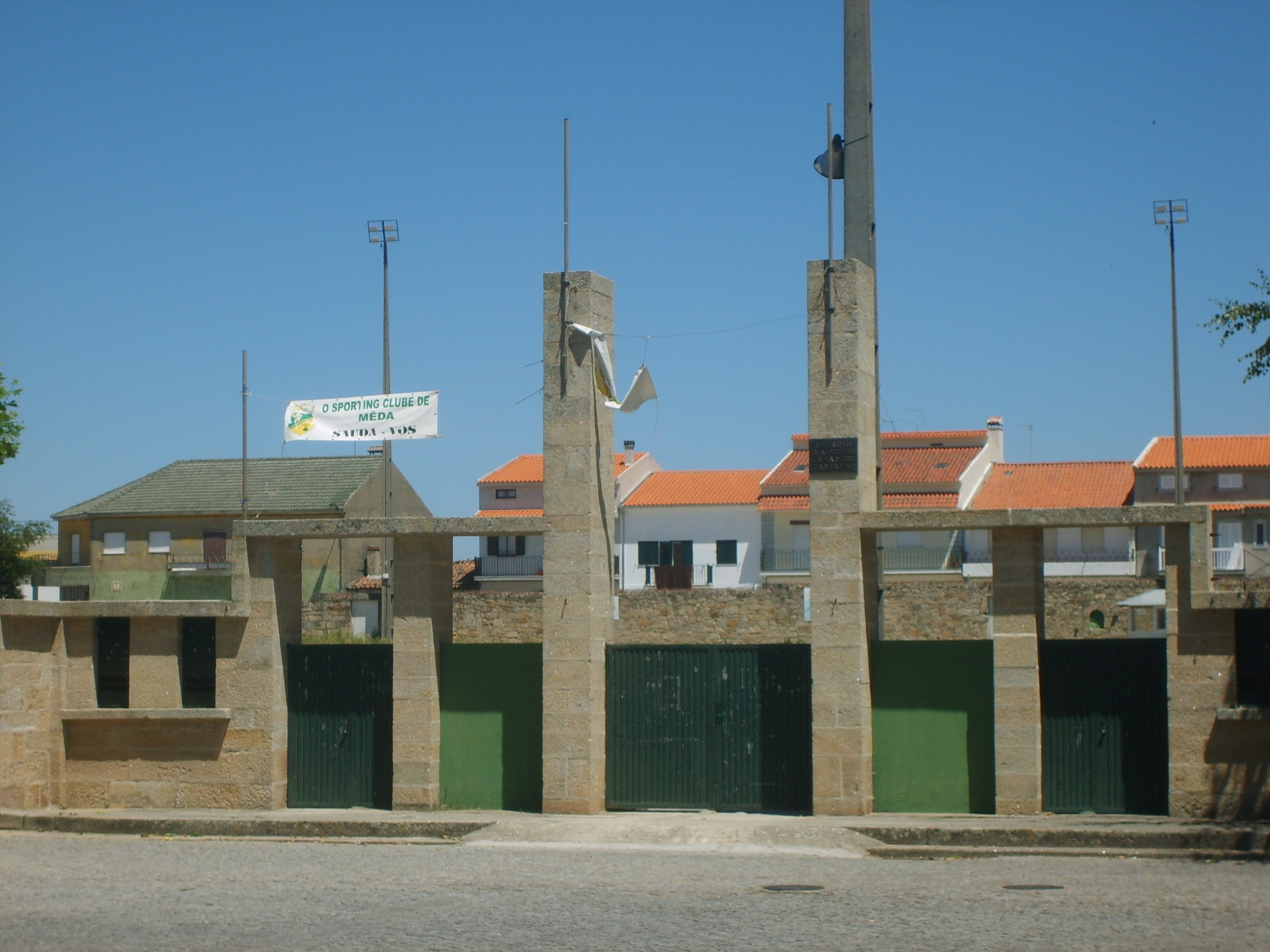
Estádio Dr. Augusto César de Carvalho

La ville possède un complexe sportif équipé une piscine découverte de 25 mètres de longueur, deux courts de tennis, un terrain de football de plage, un parcours de minigolf et des salles de jeux.
Un mini stade et un terrain synthétique se trouvent au Estádio Dr. Augusto César De Carvalho, où joue le SC Mêda.

## Héraldique
| Blason de Mêda | Le blason de Mêda se blasonne : « de prata, com uma meda de trigo, rematada por uma espiga do mesmo, tudo em verde e alçada de ouro. A meda assenta num contra-chefe de negro semeado de plantas de verde. Coroa mural de prata de quatro torres e listel branco com os dizeres: "Vila de Meda", a negro. » Élévation à Cidade : par la loi n° 41 /97, du 12 juillet, avec une couronne murale d'argent qui était de quatre tours, elle passe à cinq tours. Le listel blanc change de Vila pour Cidade : "Cidade de Meda". | Drapeau de Mêda |